# Arturo Deliser
Arturo Harmodio Deliser Espinosa (Colón, 24 de abril de 1997) es un velocista panameño.

## Biografía
Arturo pasó algún tiempo en Pomona, California, estudiando inglés en el Cal Poly Pomona English Language Institute, donde se destacó como un estudiante destacado. Finalmente se transfirió a un colegio comunitario local para continuar sus estudios y se unió a su equipo de atletismo. Arturo Deliser tuvo su primera experiencia en campeonatos internacionales en 2011 cuando ganó la medalla de oro en los 100 metros de carrera en la categoría U16 en el Campeonato Centroamericano por Grupos de Edad en Managua en 11,11 s y también ganó los 150 metros y 300 metros y ganó la medalla de plata en dos pruebas de relevos. Al año siguiente ganó el Campeonato Centroamericano Juvenil en San Salvador en 11,20 s en los 100 metros planos y en 22,05 s en los 200 metros y también ganó con el relevo panameño de 4 x 100 metros en 43,82 s. Campeonato Juvenil en Mendoza en 10,95 s y 21,31 s en 100 y 200 metros. También ganó el Campeonato Centroamericano U16 en San José en 100, 150 y 300 metros, así como dos pruebas de relevos. En 2013 obtuvo el quinto lugar en los 200 metros de carrera en los Juegos Centroamericanos con 21,41 s y no pudo terminar su carrera con el equipo panameño de relevos 4 x 100 metros. Luego ganó el Campeonato Centroamericano Juvenil en los 100 y 200 metros y en el relevo sprint (1000 metros) y nuevamente no logró terminar en el relevo 4 x 100 metros. Luego llegó a la final de los 200 metros en el Campeonato Centroamericano de Managua, pero no volvió a competir allí. Luego fue descalificado en las semifinales de 200 metros en el Campeonato Mundial Juvenil en Donetsk y luego ganó en esta distancia en 21,62 s en los Juegos Sudamericanos Juveniles en Lima y ganó la medalla de plata en el Campeonato Sudamericano Juvenil en Resistencia en 21,18 s. En 2014 participó por primera vez en los Juegos Sudamericanos de Santiago de Chile, pero no pudo terminar allí su carrera de 200 metros. Luego ganó el Campeonato Centroamericano Juvenil en Managua en 10,78 s en 100 metros y fue descalificado en el relevo, antes de ocupar el cuarto lugar en 100 metros y 200 en el Campeonato Juvenil Centroamericano y del Caribe en Morelia en 10,85 s metros y no llegar a la meta con el relevo. Luego fracasó en el Campeonato Mundial Juvenil de Eugene con 22,11 s en la ronda preliminar de 200 metros y también fue eliminado en la ronda preliminar del Campeonato Iberoamericano de São Paulo con 10,77 s en 100 metros. En los Juegos Olímpicos de la Juventud de Nanjing ganó la medalla de plata en la final B en 10,91 s y luego en el Campeonato Sudamericano Juvenil de Cali ganó los 200 metros en 21,11 s y ganó la medalla de plata en los 100 metros lisos en 10,66 s.,En 2014, compitió en la prueba masculina de 100 metros en los Juegos Olímpicos de la Juventud de Verano de 2014 celebrados en Nanjing, China. Deliser ganó los 100 y 200 metros en el Campeonato Sudamericano Juvenil de Atletismo de 2012 en Mendoza, Argentina. En 2015 ganó los 200 metros en el Campeonato Sudamericano Juvenil de Cuenca en 20,86 s y consiguió la medalla de bronce en los 100 metros en 10,49 s. Luego ganó la medalla de bronce en el Campeonato Sudamericano de Lima en 21,25 s detrás del ecuatoriano Álex Quiñónez y el colombiano Diego Palomeque, antes de terminar sexto en el Campeonato Panamericano Junior en Edmonton en 21,04 s. Al año siguiente ganó el Campeonato Centroamericano Junior en San José en 10,37 s y 20,82 s en 100 y 200 metros, antes de ganar el Campeonato Centroamericano y del Caribe en San Salvador en 10,49 s y 21,15 s ganó la medalla de oro en los 4 x relevos de 100 metros en 41,91 s y consiguió la medalla de plata en el relevo de 4 x 400 metros en 3:17,34 minutos. En 2017, obtuvo el séptimo lugar en los 100 metros en el Campeonato Centroamericano de Tegucigalpa con 10,93 s y el cuarto lugar en los 200 metros pedestres con 21,50 s. En 2018 fue eliminado de los Juegos Centroamericanos y del Caribe de Barranquilla en 100 metros con 10,86 s en la carrera preliminar y en 2020 alcanzó el cuarto lugar en 200 metros en el Campeonato Sudamericano inaugural en pista cubierta en Cochabamba en 22,09 s. En diciembre finalizó cuarto en los 100 metros en el Campeonato Centroamericano de San José en 10,94 sy fue descalificado del relevo 4 x 100 metros. Al año siguiente ganó los 100 metros en el Campeonato Centroamericano allí en 10,42 segundos. En 2022 obtuvo el séptimo lugar en los 100 metros en los Juegos Bolivarianos de Valledupar con 10,43 s y se perdió la final en los 200 metros pedestres con 21,26 s. Luego fue eliminado de los Juegos Sudamericanos de Asunción con 10,90 s en los 100 metros y obtuvo el sexto lugar en los 200 metros con 21,51 s. En 2023 fue eliminado de los Juegos Centroamericanos y del Caribe en San Salvador con 10,88 s en la serie de 100 metros y luego se perdió la final de 200 metros en el Campeonato Sudamericano de São Paulo con 21,28 s. A finales de octubre fue eliminado de los Juegos Panamericanos de Santiago de Chile con 10,57 s en la serie de 100 metros. En 2012, Deliser se proclamó campeona panameña en la carrera de 200 metros.

## Récords Personales
- 100 m: 10,56 s (viento: -1,0 EM) - Cali, 17 de mayo de 2014
- 200 m: 21,11 s (viento: 0,0 EM) - Cali, 29 de noviembre de 2014

## Competencias Internacionales
| Año                    | Competencia                                     | Lugar                     | Posición               | Evento                 | Notas                      |
| Representando a Panamá | Representando a Panamá                          | Representando a Panamá    | Representando a Panamá | Representando a Panamá | Representando a Panamá     |
| ---------------------- | ----------------------------------------------- | ------------------------- | ---------------------- | ---------------------- | -------------------------- |
| 2011                   | Campeonato Centroamericano Sub-16               | Managua, Nicaragua        | 1.º                    | 100 metros             | 11.11 (viento: -0,6 m/s)   |
| 2011                   | Campeonato Centroamericano Sub-16               | Managua, Nicaragua        | 1.º                    | 150 m                  | 9.58 CR (viento: +2,0 m/s) |
| 2011                   | Campeonato Centroamericano Sub-16               | Managua, Nicaragua        | 2.º                    | 300 metros             | 36.86                      |
| 2011                   | Campeonato Centroamericano Sub-16               | Managua, Nicaragua        | 2.º                    | Relevo 4 × 100 metros  | 45.52                      |
| 2011                   | Campeonato Centroamericano Sub-16               | Managua, Nicaragua        | 2.º                    | Relevo combinado       | 2:05.90                    |
| 2012                   | Campeonato Centroamericano Sub-18               | San Salvador, El Salvador | 1.º                    | 100 metros             | 11.20 (viento: -0,7 m/s)   |
| 2012                   | Campeonato Centroamericano Sub-18               | San Salvador, El Salvador | 1.º                    | 200 metros             | 22.05 (viento: +0,5 m/s)   |
| 2012                   | Campeonato Centroamericano Sub-18               | San Salvador, El Salvador | 1.º                    | Relevo 4 × 100 metros  | 43.82                      |
| 2012                   | Campeonato Sudamericano Sub-18                  | Mendoza, Argentina        | 1.º                    | 100 metros             | 10,95 (viento: -1,9 m/s)   |
| 2012                   | Campeonato Sudamericano Sub-18                  | Mendoza, Argentina        | 1.º                    | 200 metros             | 21.31 (viento: -1.0 m/s)   |
| 2012                   | Campeonato Centroamericano Sub-16               | San José, Costa Rica      | 1.º                    | 100 metros             | 10,96 w (viento: +2,2 m/s) |
| 2012                   | Campeonato Centroamericano Sub-16               | San José, Costa Rica      | 1.º                    | 150 metros             | 15,99 w (viento: +3,3 m/s) |
| 2012                   | Campeonato Centroamericano Sub-16               | San José, Costa Rica      | 1.º                    | 300 metros             | 35.65                      |
| 2012                   | Campeonato Centroamericano Sub-16               | San José, Costa Rica      | 1.º                    | Relevo 4 × 100 metros  | 44.88                      |
| 2012                   | Campeonato Centroamericano Sub-16               | San José, Costa Rica      | 1.º                    | Relevo combinado       | 2:03.34                    |
| 2013                   | Juegos Deportivos Centroamericanos              | San José, Costa Rica      | 5.º                    | 200 metros             | 21,41 w (viento: +2,1 m/s) |
| 2013                   | Juegos Deportivos Centroamericanos              | San José, Costa Rica      | —                      | Relevo 4 × 100 metros  | DNF                        |
| 2013                   | Campeonato Centroamericano Sub-18               | San José, Costa Rica      | 1.º                    | 100 metros             | 10,81 (viento: +0,4 m/s)   |
| 2013                   | Campeonato Centroamericano Sub-18               | San José, Costa Rica      | 1.º                    | 200 metros             | 21,61 (viento: -0,4 m/s)   |
| 2013                   | Campeonato Centroamericano Sub-18               | San José, Costa Rica      | —                      | Relevo 4 × 100 metros  | DNF                        |
| 2013                   | Campeonato Centroamericano Sub-18               | San José, Costa Rica      | 1.º                    | Relevo combinado       | 1:57.06                    |
| 2013                   | Campeonato Centroamericano                      | Managua, Nicaragua        | 1.º (h)                | 200 metros             | 21,41 w (viento: +2,4 m/s) |
| 2013                   | Campeonato Mundial Sub-18                       | Donetsk, Ucrania          | 1.º (h)                | 200 metros             | 21,62 (viento: -0,1 m/s)   |
| 2013                   | Juegos Sudamericanos Juveniles                  | Lima, Perú                | 1.º                    | 200 metros             | 21,62 (viento: -0,6 m/s)   |
| 2013                   | Campeonato Sudamericano Sub-20                  | Resistencia, Argentina    | 2.º                    | 200 metros             | 21,18 w (viento: +4,5 m/s) |
| 2014                   | Juegos Suramericanos                            | Santiago, Chile           | —                      | 200 metros             | DNF                        |
| 2014                   | Juegos Centroamericano Sub-18                   | Managua, Nicaragua        | 1.º                    | 100 metros             | 10,78 (viento: -0,5 m/s)   |
| 2014                   | Juegos Centroamericano Sub-18                   | Managua, Nicaragua        | —                      | Relevo 4 × 100 metros  | DQ                         |
| 2014                   | Campeonato Centroamericano y del Caribe Juvenil | Morelia, México           | 4.º                    | 100 metros             | 10,85 (viento: +0,4 m/s)   |
| 2014                   | Campeonato Centroamericano y del Caribe Juvenil | Morelia, México           | —                      | 200 metros             | DNF                        |
| 2014                   | Campeonato Centroamericano y del Caribe Juvenil | Morelia, México           | —                      | Relevo 4 × 100 metros  | DNF                        |
| 2014                   | Campeonato Mundial Sub-20                       | Eugene, Estados Unidos    | 60.º                   | 200 metros             | 22.11 (viento: -0,3 m/s)   |
| 2014                   | Campeonato Iberoamericano                       | São Paulo, Brasil         | 9.º (h)                | 100 metros             | 10,77 (-0,2 m/s)           |
| 2014                   | Juegos Olímpicos de la Juventud                 | Nanjing, China            | 10.º (B)               | 100 metros             | 10,91 (viento: -0,2 m/s)   |
| 2014                   | Campeonato Sudamericano Sub-18                  | Cali, Colombia            | 2.º                    | 100 metros             | 10,66 (viento: +0,3 m/s)   |
| 2014                   | Campeonato Sudamericano Sub-18                  | Cali, Colombia            | 1.º                    | 200 metros             | 21.11 (viento: 0,0 m/s)    |
| 2015                   | Campeonato Sudamericano                         | Lima, Perú                | 3.º                    | 200 metros             | 21.25 (viento: 0.0 m/s)    |
| 2018                   | Juegos Centroamericanos y del Caribe            | Barranquilla, Colombia    | 25.º (h)               | 100 metros             | 10.86                      |
| 2020                   | Campeonato Sudamericano Indoor                  | Cochabamba, Bolivia       | 5.º                    | 200 metros             | 22.09                      |
| 2023                   | Juegos Centroamericanos y del Caribe            | San Salvador, El Salvador | 16.º (h)               | 100 metros             | 10.88                      |
| 2023                   | Campeonato Sudamericano                         | São Paulo, Brasil         | 12.º (h)               | 200 metros             | 21.28                      |
| 2023                   | Juegos Panamericanos                            | Santiago, Chile           | 16.º (h)               | 100 metros             | 10.57                      |